# Sinfonía n.º 1 (Ives)

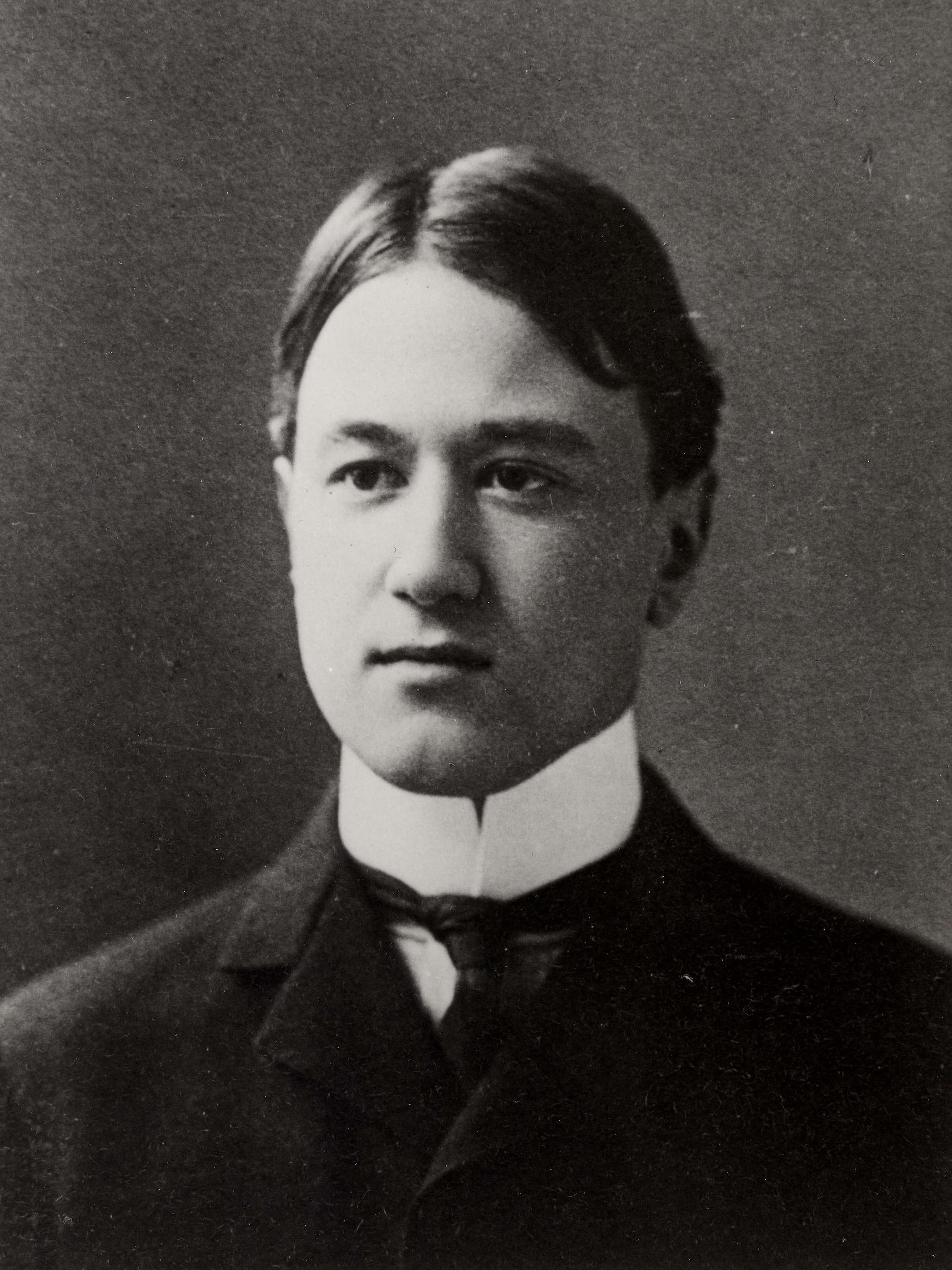
Ives hacia 1898.

La Sinfonía n.º 1 en re menor, S. 1 (K. 1A1) fue compuesta por Charles Ives entre 1898 y 1902.

## Historia

### Contexto
Charles Ives era un joven atlético que formaba parte del equipo de béisbol y quería ser compositor. Su padre, George Ives, había sido director de la banda de Danbury, Connecticut, y era aficionado a los experimentos musicales. Separaba a su banda en grupos y les hacía tocar en diferentes tonalidades y tempi, sólo para ver cómo sonaba. Para entrenar el oído, hacía que los miembros de su familia cantaran cada uno en una tonalidad distinta de forma simultánea. Experimentaba con la distancia y los efectos espaciales, y a veces desafinaba el piano de una manera extraña. De adolescente, Ives escribió una fuga en la que cada entrada sucesiva está en la siguiente tonalidad más aguda del círculo de quintas. En la Universidad de Yale al joven Ives le gustaba tocar salvajes "despegues" al piano para sus compañeros de habitación, creando descripciones musicales de partidos de fútbol y otros acontecimientos del campus. Uno de ellos celebraba el primer pase hacia adelante de la historia del fútbol. Estos despegues no estaban sujetos a reglas.

### Composición
La trayectoria de Ives en el género sinfónico ha quedado plasmada en cinco obras, de las cuales cuatro son sinfonías numeradas. La Sinfonía n.º 1 de 1902; la Sinfonía n.º 2 de 1901; la Sinfonía n.º 3 de 1904, la Sinfonía n.º 4 terminada a mediados de la década de 1920; y por último la Sinfonía del Universo que quedó inacabada.
La composición de esta obra se desarrolló entre 1898 y 1902, cuando el compositor tenía 28 años. El trabajo sobre esta pieza se llevó a cabo principalmente entre los meses de agosto de 1897 y mayo de 1898, aunque sus primeras ideas provienen de su etapa universitaria inmediatamente anterior. En 1894 entró a estudiar en la Universidad de Yale. Su maestro allí fue Horatio Parker, un afamado compositor de formación europea que lideraba el recién formado Departamento de Música. Esta sinfonía fue escrita para la clase de composición de Parker y allí había que seguir las reglas para complacer a su maestro. El joven Ives era díscolo pero no totalmente rebelde. Por una parte, pensaba que su padre era mucho más imaginativo que Parker, pero también reconocía que Parker era un compositor de verdad que sabía componer música, cosa que su padre no era. Por desgracia, justo al comienzo de su primer año, el 4 de noviembre de 1894, el padre de Ives murió repentinamente dejando un "horrible vacío" en su vida. Fue entonces cuando Ives esbozó una melodía que se convertiría en el primer tema de esta sinfonía. Completó el primer movimiento bajo la dirección de Parker y presentó los movimientos dos y cuatro como su tesis de fin de carrera en 1898, completando finalmente el tercer movimiento en 1902.

### Estreno y publicación
El estreno se celebró el 26 de abril de 1953 en Washington D. C. con la interpretación de la National Gallery Orchestra bajo la batuta de Richard Bales.
La primera publicación fue llevada a cabo en 1971. Tras la muerte de Ives en 1954, su viuda donó sus manuscritos a la Universidad de Yale. A partir de este material la sinfonía fue finalmente publicada. Más tarde fue reeditada en una edición corregida por la Charles Ives Society.

## Instrumentación
La partitura está escrita para una orquesta formada por:
- Viento madera: 2 flautas, 2 oboes, 1 corno inglés, 2 clarinetes, 2 fagotes.
- Viento metal: 4 trompas, 2 trompetas, 3 trombones, 1 tuba.
- Percusión: timbales.
- Cuerda: una sección de cuerdas con violines I y II, violas, violonchelos y contrabajos.

Hay también una parte opcional para una tercera flauta.

## Estructura y análisis
La sinfonía consta de cuatro movimientos:
- I. Allegro, en re menor
- II. Adagio molto (sostenuto), en fa mayor
- III. Scherzo. Vivace
- IV. Allegro molto

La interpretación de la obra dura aproximadamente entre 35 y 40 minutos. Al tratarse de un trabajo destinado a ser presentado como tesis universitaria, Ives se vio obligado a escribir en una estética claramente romántica para complacer a su maestro, quien rechazaba las ideas modernistas de su discípulo como politonalidad, armonía libre o música espacial. Ives solía escribir a la manera de Parker y luego lo cambiaba. No obstante, en varias ocasiones tuvo que retocar su propuesta original contra su voluntad para no ser recriminado. Contiene numerosas paráfrasis de obras del postromanticismo europeo como las Sinfonías Patética de Chaikovski, la Inacabada de Schubert y en especial la Sinfonía del Nuevo Mundo de Dvořák. En conjunto, se trata de una obra efectiva, muy por encima de la producción habitual de un estudiante. Pero los que conocen a Ives intuyen que el compositor se aleja aquí de su alegre originalidad habitual.

### I.Allegro
El primer movimiento, Allegro, está escrito en la tonalidad de re menor y sigue la forma académica de sonata-allegro. El primer tema es presentado por el clarinete, con un estilo que evoca la influencia de Dvořák. Se trata de un tema con la estructura clásica de un vals. Hacia el final del desarrollo nos sumerge en un momento mágico caracterizado por suaves cambios armónicos. Tras la recapitulación formal, concluye con una coda solemne. Según las reglas académicas de la forma sonata, el primer tema modula a la dominante al final del primer movimiento. Pero Ives empezó a desplazar su centro tonal casi inmediatamente, recorriendo al menos seis tonalidades incluso antes de terminar el primer tema y cerrando el movimiento en una tonalidad distinta de la inicial. Ante la insistencia de su maestro, Ives escribió una versión más moderada que Parker aprobó en esencia. Pero Ives, descontento, pidió permiso para volver a la versión original. Parker, habiendo visto que su alumno podía componer según las normas, se lo permitió pero insistió en que terminara en re menor "como era debido". El resultado fue una obra atractiva aunque bastante académica, con una orquestación que se describe mejor como la de un compositor que aún está aprendiendo.

### II.Adagio molto (sostenuto)
El segundo movimiento, Adagio molto (sostenuto), está en fa mayor. Originalmente Ives lo escribió en sol bemol mayor, una tonalidad muy remota que Parker le hizo cambiar a fa mayor académicamente "correcta". Contiene una escritura melódica verdaderamente inspirada y una orquestación bastante más hábil. Ives hace aquí un homenaje al célebre Largo de la Sinfonía del Nuevo Mundo de Dvořák. Se trata de una paráfrasis más que un plagio, ya que asigna al corno inglés una melodía muy similar a la melodía en el mismo instrumento en la obra de Dvořák, y cambia ligeramente el ritmo para hacer a la melodía propia. El maestro estadounidense solía emplear melodías familiares de piezas de ragtime, himnos protestantes o espirituales afroamericanos, para mostrar cómo podían ser transformadas y desarrolladas en modos nunca antes oídos. Es una página lírica de sentimentalismo romántico. La melodía principal es amplia y cantabile, recordando a la de Dvořák. El corno inglés recibe un tratamiento especialmente efectivo y colorista. La orquestación y las múltiples variaciones del tema denotan un dominio de la sinfonía clásica, si bien sus ideas musicales se apartaban de la corriente conservadora. Este movimiento originalmente era un Largo que acabó eliminando debido a las críticas negativas de su maestro. Más tarde se convertiría en la base del tercer movimiento de su Sinfonía n.º 2.

### III.Scherzo. Vivace
El tercer movimiento, Scherzo. Vivace, responde a la habitual forma ternaria de scherzo con trío. Arranca con la sección de scherzo con un ágil canon, que sigue los principios del contrapunto aprendidos de su maestro. El trío presenta un carácter lírico y fresco, que evoca el vals del Allegro inicial. Ives utiliza algo parecido a una canción popular victoriana de inspiración brahmsiana. Concluye con la repetición de la primera sección.

### IV.Allegro molto
El cuarto y último movimiento, Allegro molto, adopta la forma "cíclica", tan de moda entonces. Se construye sobre temas anteriores de la sinfonía. Los primeros temas de los dos primeros movimientos se utilizan como temas contrastantes de la forma sonata-allegro. Cuando Ives utiliza el material del movimiento inicial, también vuelve en parte a la orquestación menos lograda de esa parte de la obra. El primer tema destaca por su enérgico espíritu rítmico. Con el segundo tema de carácter lírico regresa el romanticismo. Se cierra con una imponente coda, dotada de una opulencia que evoca sutilmente a Chaikovski. Este efecto se logra tras la reintroducción del tema del movimiento inicial, cerrando así una estructura cíclica.

## En la cultura popular
- 1971 – Una cura para el cáncer, novela de Michael Moorcock en la que se menciona regularmente esta sinfonía.

## Discografía selecta
- 1966 – Morton Gould, Orquesta Sinfónica de Chicago (RCA LSC-2893) grabación del estreno.
- 1968 – Eugene Ormandy, Orquesta de Filadelfia (Columbia Masterworks MS 7111).
- 1973 – Zubin Mehta, Orquesta Filarmónica de Los Ángeles (London).
- 1991 – Michael Tilson Thomas, Orquesta Sinfónica de Chicago (Sony Classical).
- 1992 – Neeme Järvi, Orquesta Sinfónica de Detroit  (Chandos CHAN 9053).
- 2003 – James Sinclair, Orquesta Sinfónica Nacional RTÉ (Naxos 8.559175).[5]
- 2006 – Andrew Litton, Orquesta Sinfónica de Dallas (Hyperion).[4]
- 2015 – Andrew Davis, Orquesta Sinfónica de Melbourne (Chandos CHAN 5152).
- 2020 – Gustavo Dudamel, Orquesta Filarmónica de Los Ángeles (DG 483 9502).